# Yakima (città)
Yakima (/ˈjækᵻmɑː/ o /ˈjækᵻmə/) è un comune (city) degli Stati Uniti d'America e capoluogo della contea di Yakima nello Stato di Washington.

## Geografia
Si trova circa 60 miglia (100 chilometri) a sud-est del Monte Rainier. La popolazione era di 93,844 persone al censimento del 2018. Le aree non incorporate sobborghi di West Valley e Terrace Heights sono considerati una parte più grande di Yakima. Secondo lo United States Census Bureau, ha un'area totale di 27,69 mi² (71,72 km²).
Yakima si trova nella Yakima Valley, una regione estremamente agricola per la produzione di mele, vino e luppolo. A partire dal 2011, la Yakima Valley produce il 77% di tutto il luppolo coltivato negli Stati Uniti. Il nome Yakima deriva dalla riserva indiana dei Yakama, che si trova a sud della città.

## Storia
La tribù dei Yakama furono i primi abitanti noti della Yakima Valley. Nel 1805, la spedizione di Lewis e Clark era avvenuta nell'area e scoprirono una ricca fauna selvatica e del terreno fertile, spingendo l'insediamento di coloni. Una missione cattolica fu fondata ad Ahtanum, a sud-ovest dove oggi si trova Yakima, nel 1847. L'arrivo dei coloni e dei loro conflitti con i nativi portarono alla guerra Yakima. L'esercito degli Stati Uniti creò Fort Simcoe nel 1856 nei pressi dell'attuale White Swan come risposta alla rivolta. I Yakama furono sconfitti e costretti a trasferirsi nella riserva indiana dei Yakama.
La contea di Yakima fu creata nel 1865. Quando fu oltrepassata dalla Northern Pacific Railway nel dicembre 1884, oltre 100 edifici furono spostati con rulli e squadre di cavalli al sito del deposito nelle vicinanze. La nuova città venne chiamata North Yakima ed è stata ufficialmente incorporata e divenne il capoluogo della contea il 27 gennaio 1886. Il nome fu cambiato in Yakima nel 1918. Union Gap era il nuovo nome dato al sito originale di Yakima.

## Società

### Evoluzione demografica
Secondo il censimento del 2018, c'erano 93,884 persone.

### Etnie e minoranze straniere
Secondo il censimento del 2010, la composizione etnica della città era formata dal 67,1% di bianchi, l'1,7% di afroamericani, il 2,0% di nativi americani, l'1,5% di asiatici, lo 0,1% di oceanici, il 23,3% di altre razze, e il 4,4% di due o più etnie. Ispanici o latinos di qualunque razza erano il 41,3% della popolazione.